# Sosnycký rajón
Sosnycký rajón (ukrajinsky Сосницький район) byl rajón v Černihivské oblasti na Ukrajině. Hlavním městem byla Sosnycja a rajón měl přibližně 18 tisíc obyvatel. 

## Sídla v rajónu
- Sosnycja